# Суэн-Кюбри-Шарантене
Суэ́н-Кюбри́-Шарантене́ (фр. Soing-Cubry-Charentenay) — коммуна во Франции, находится в регионе Франш-Конте. Департамент — Верхняя Сона. Входит в состав кантона Жи. Округ коммуны — Везуль.
Код INSEE коммуны — 70492.

## География
Коммуна расположена приблизительно в 300 км к юго-востоку от Парижа, в 40 км севернее Безансона, в 22 км к западу от Везуля.
По территории коммуны протекает река Сона.

## Население
Население коммуны на 2010 год составляло 467 человек.
| 1962 | 1968 | 1975 | 1982 | 1990 | 1999 | 2010 |
| ---- | ---- | ---- | ---- | ---- | ---- | ---- |
| 411  | 475  | 395  | 434  | 477  | 489  | 467  |

## Администрация
| Период | Период | Фамилия        | Партия | Примечания |
| ------ | ------ | -------------- | ------ | ---------- |
| 1983   | 1994   | Альбер Шеневар |        |            |
| 1994   | 2001   | Робер Обрье    |        |            |
| 2001   | 2014   | Дидье Пьер     |        |            |

## Экономика
В 2010 году среди 270 человек трудоспособного возраста (15—64 лет) 197 были экономически активными, 73 — неактивными (показатель активности — 73,0 %, в 1999 году было 64,7 %). Из 197 активных жителей работали 183 человека (105 мужчин и 78 женщин), безработными было 14 (5 мужчин и 9 женщин). Среди 73 неактивных 22 человека были учениками или студентами, 34 — пенсионерами, 17 были неактивными по другим причинам.

## Достопримечательности
- Монументальный крест (XVI век). Исторический памятник с 1989 года[3]
- Монументальный крест возле церкви (1781 год). Исторический памятник с 1989 года[4]

## Фотогалерея

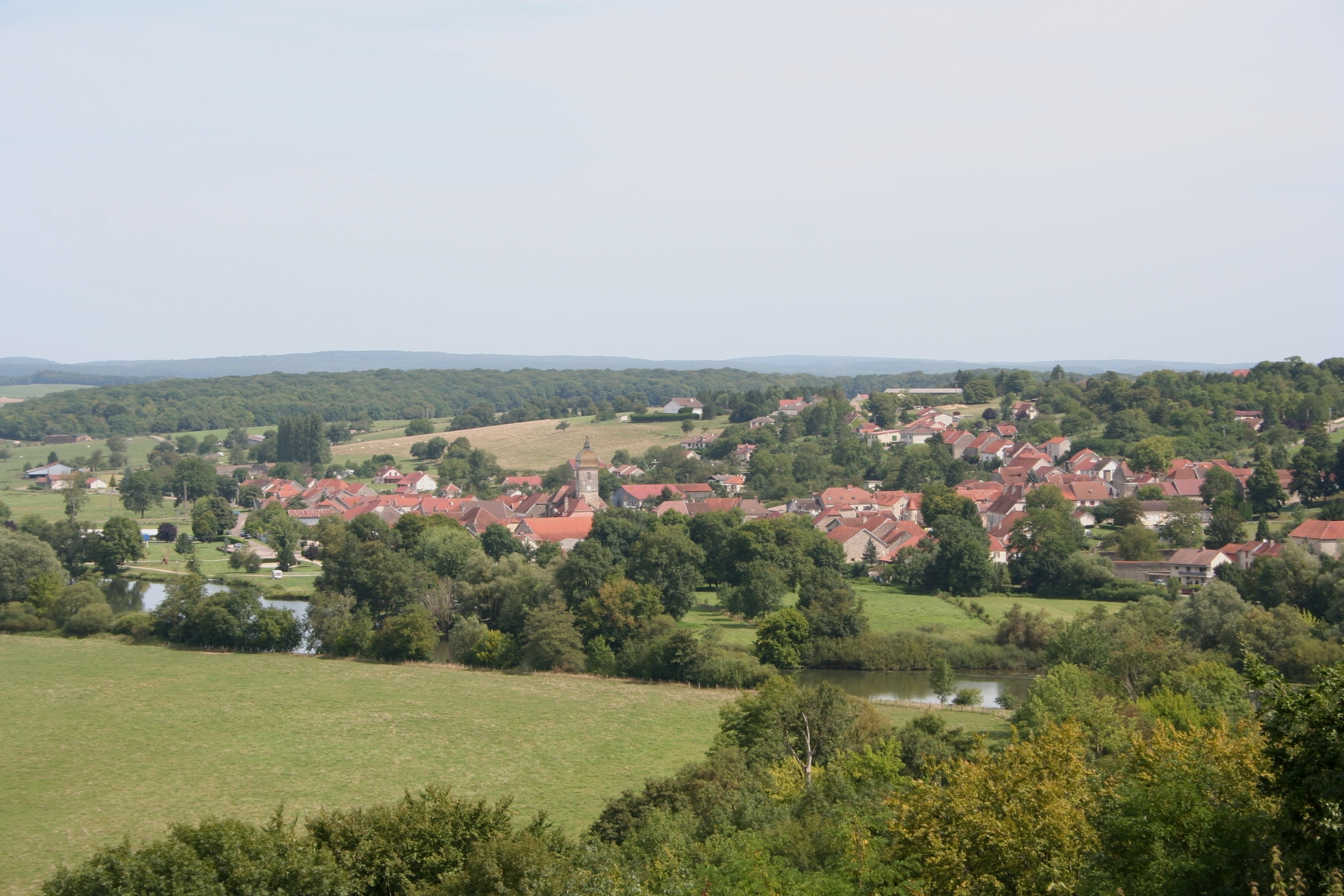
Суэн-Кюбри-Шарантене
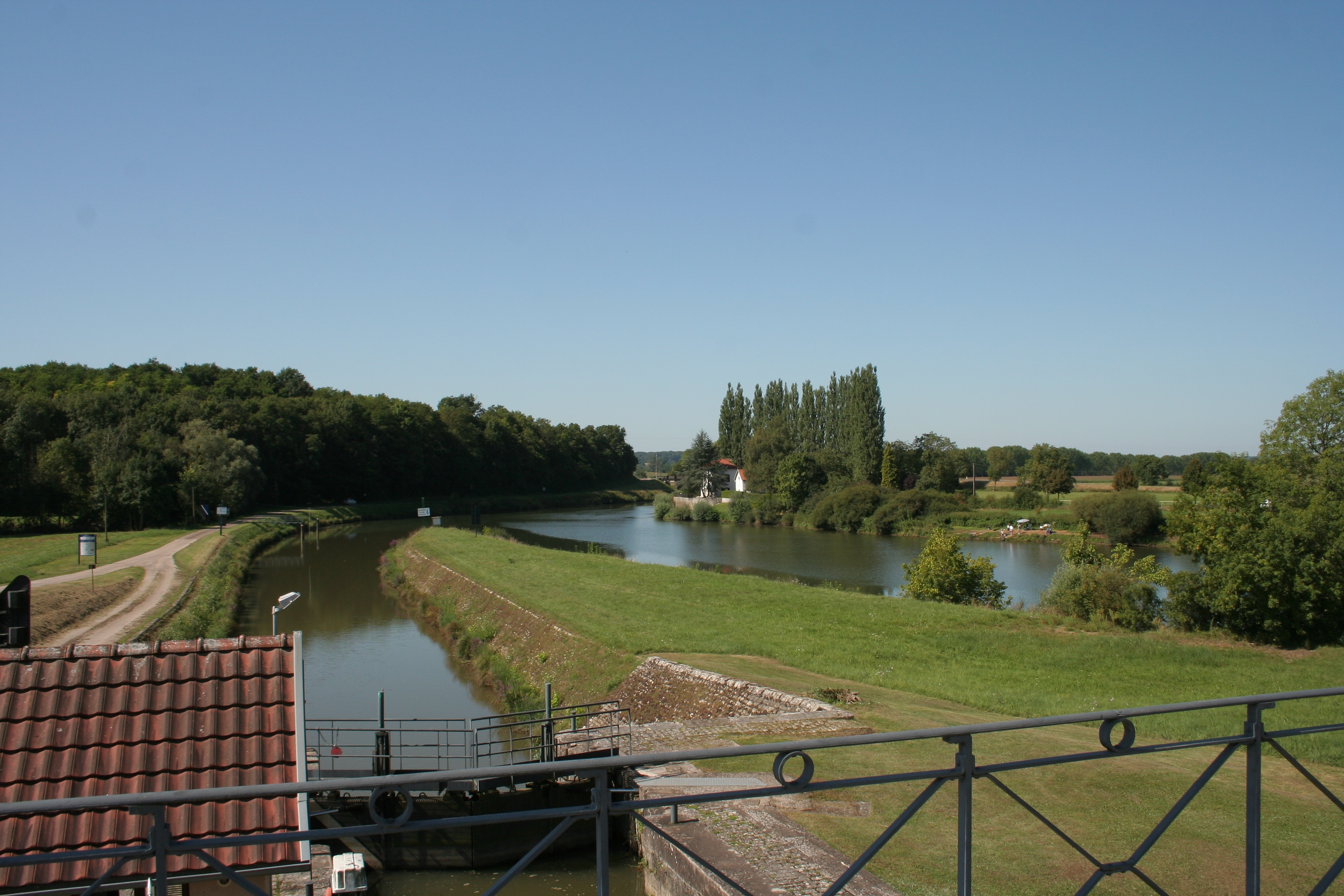
Шлюз
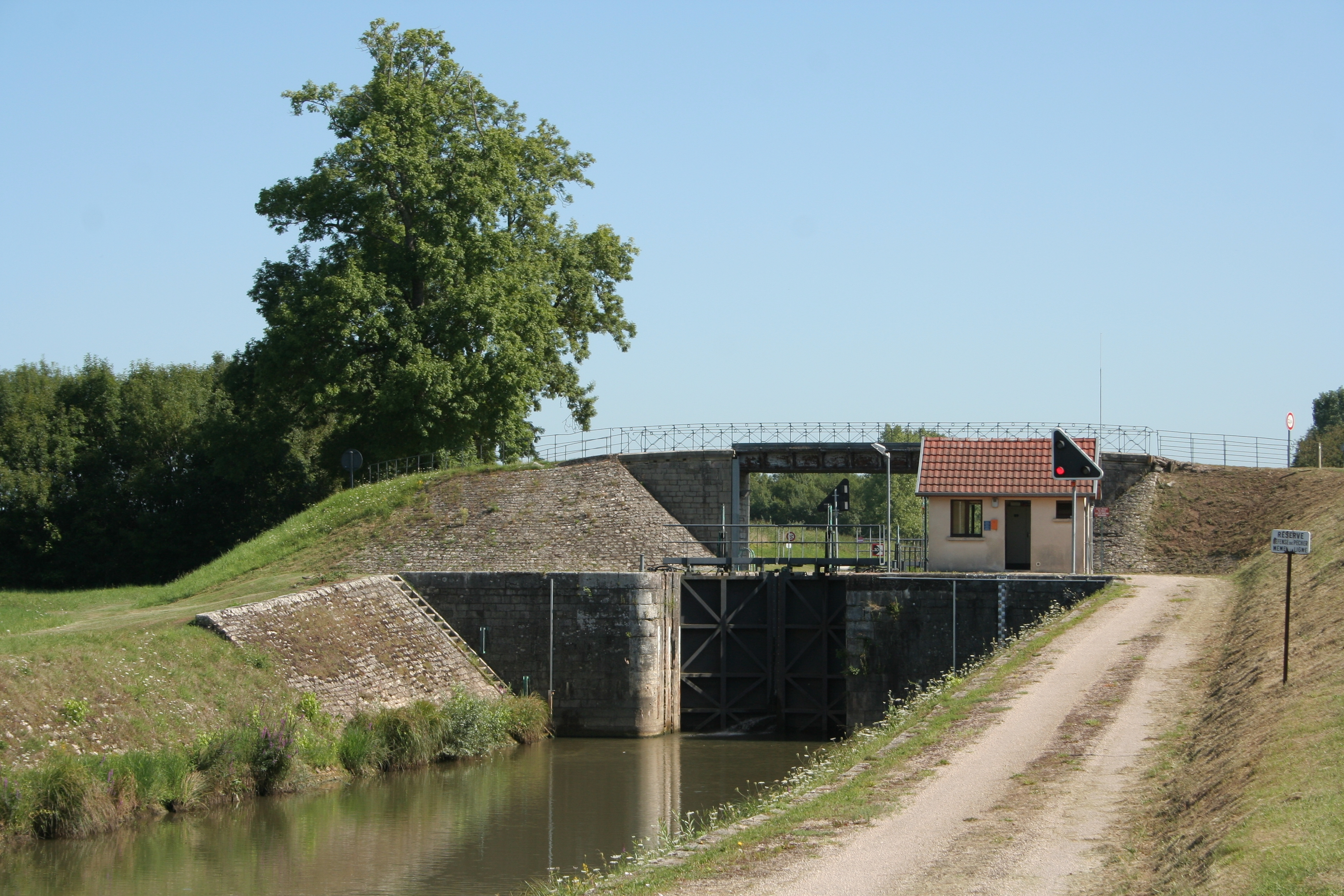
Шлюз
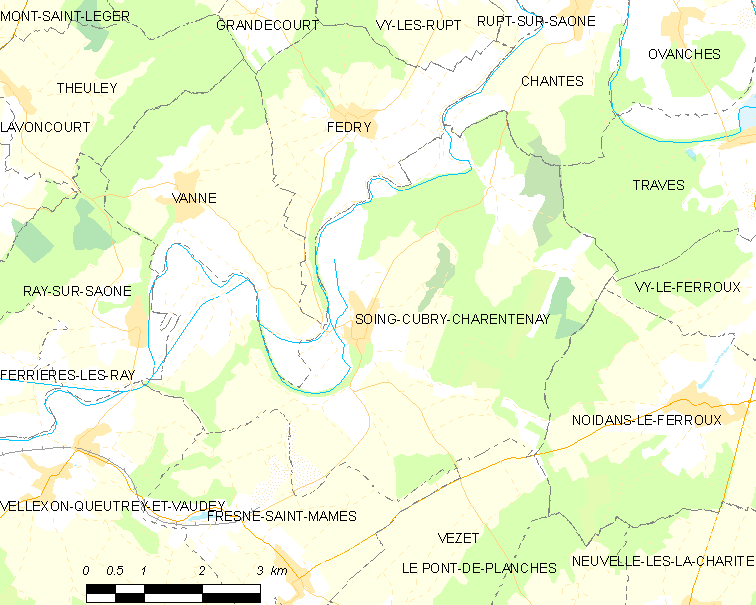
Карта коммуны